# 盧伊丘奧爾霍山
13°30′38″S 71°31′14″W / 13.51056°S 71.52056°W
盧伊丘奧爾霍山（Luychu Urqu），是秘魯的山峰，位於該國南部庫斯科大區的保卡坦博省和基斯皮坎奇省，屬於安第斯山脈的一部分，海拔高度4,430米。